# 蒙费拉 (瓦尔省)
蒙费拉（法語：Montferrat，法語發音：[mɔ̃fɛʁa]）是法国普罗旺斯-阿尔卑斯-蓝色海岸大区瓦尔省的一个市镇，位于该省中部偏东北，属于德拉吉尼昂区。

## 地理
蒙费拉（43°36'42"N, 6°28'52"E）面积34.01 平方千米，位于法国普罗旺斯-阿尔卑斯-蓝色海岸大区瓦尔省，该省份为法国东南部沿海省份，北起上普罗旺斯阿尔卑斯省，西北角与沃克吕兹省接壤，西接罗讷河口省，南濒地中海，东临滨海阿尔卑斯省。
与蒙费拉接壤的市镇（或旧市镇、城区）包括：巴尔热蒙、卡拉斯、沙托杜布勒、阿尔蒂比河畔孔普斯、菲加尼耶尔。

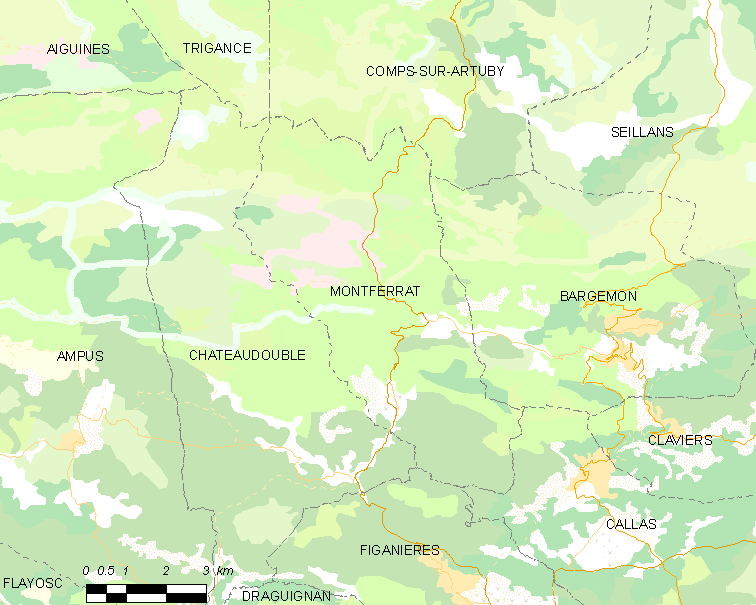
的OSM定位图

蒙费拉的时区为UTC+01:00、UTC+02:00（夏令时）。

## 行政
蒙费拉的邮政编码为83131，INSEE市镇编码为83082。

## 政治
蒙费拉所属的省级选区为弗拉约斯克县。

## 人口

1962-2008年间人口变化图示

蒙费拉于2022年1月1日时的人口数量为1720人。